# Mitsubishi L200
De Mitsubishi L200 is een pick-up van het Japanse automerk Mitsubishi. Het model werd in 1978 geïntroduceerd. Op de Japanse thuismarkt heette de auto toen Forte. In 1986 werd de naam daar gewijzigd in Strada. In de meeste exportmarkten wordt die Strada verkocht als de L200, behalve in de Verenigde Staten waar van 1982 tot 1996 Mighty Max werd gebruikt en vervolgens Triton, zoals de hele serie in Australië bekendstaat. Nog in de VS werd van 1979 tot 1993 een Dodge-versie verkocht die D50 en vanaf 1981 Ram 50 heette. Van 1979 tot 1982 had ook Plymouth daarvan een versie die Arrow Truck heette en stopgezet werd toen Mitsubishi de Mighty Max op de Amerikaanse markt bracht. In Maleisië werd het model begin jaren 2000 als Storm verkocht. In 2005 begon de verkoop van de vierde generatie L200. Van de eerste drie generaties werden in totaal meer dan 2,8 miljoen exemplaren verkocht. Van 2016 tot 2019 verkocht Fiat een versie onder de naam Fullback.

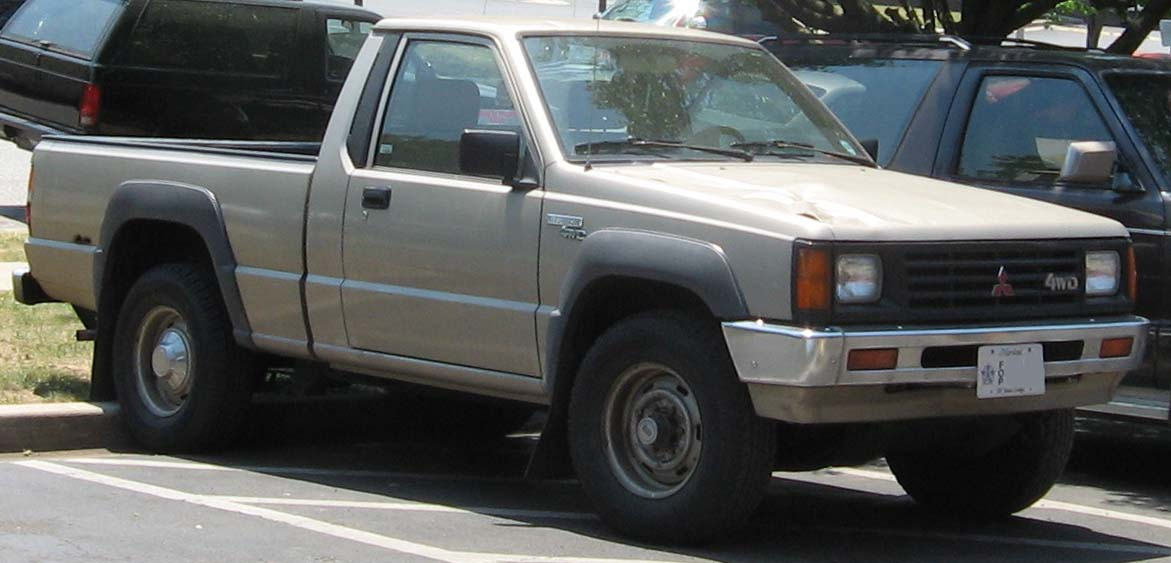
Mighty Max, eerste generatie.
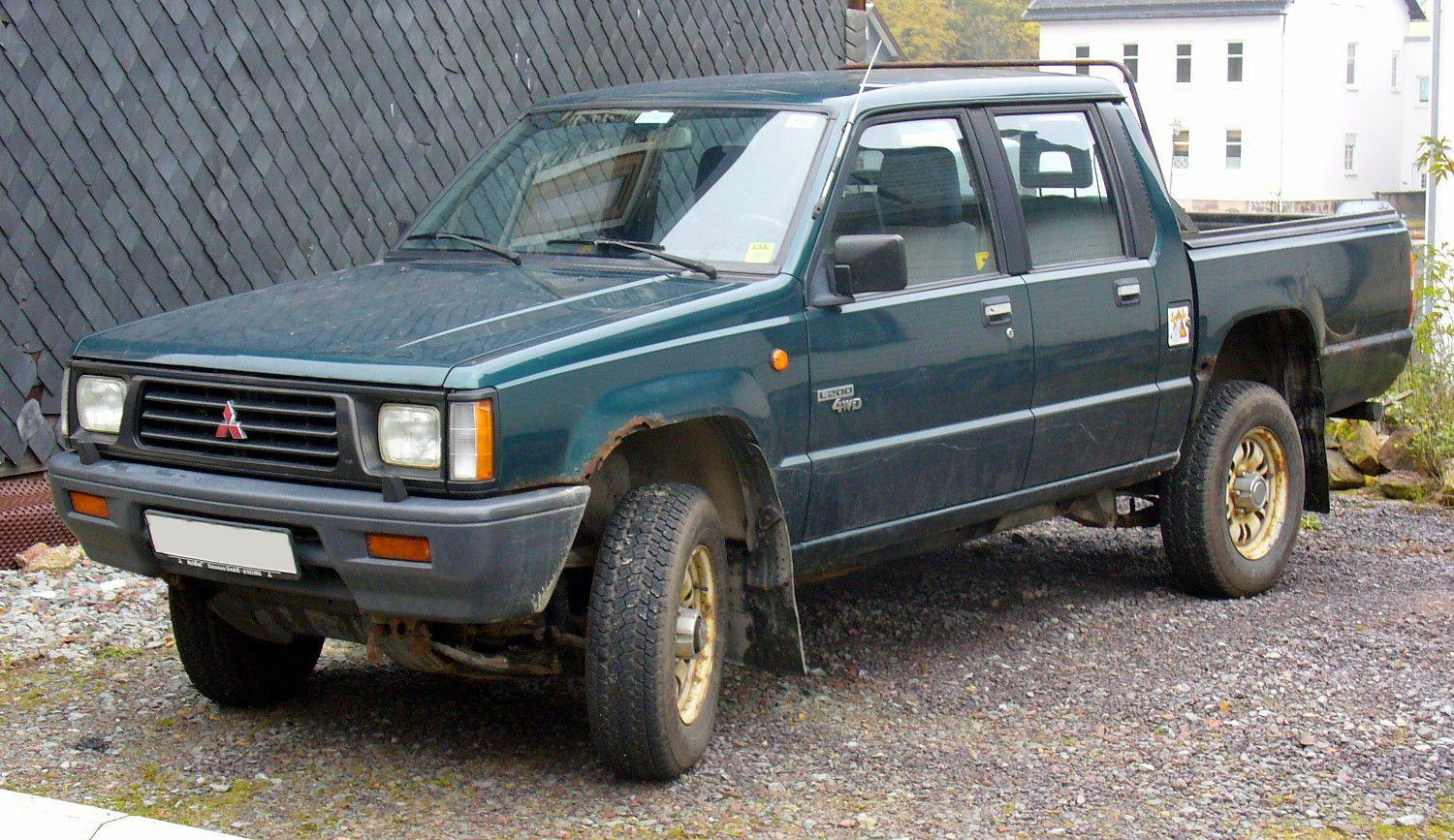
L200 4x4, tweede generatie.
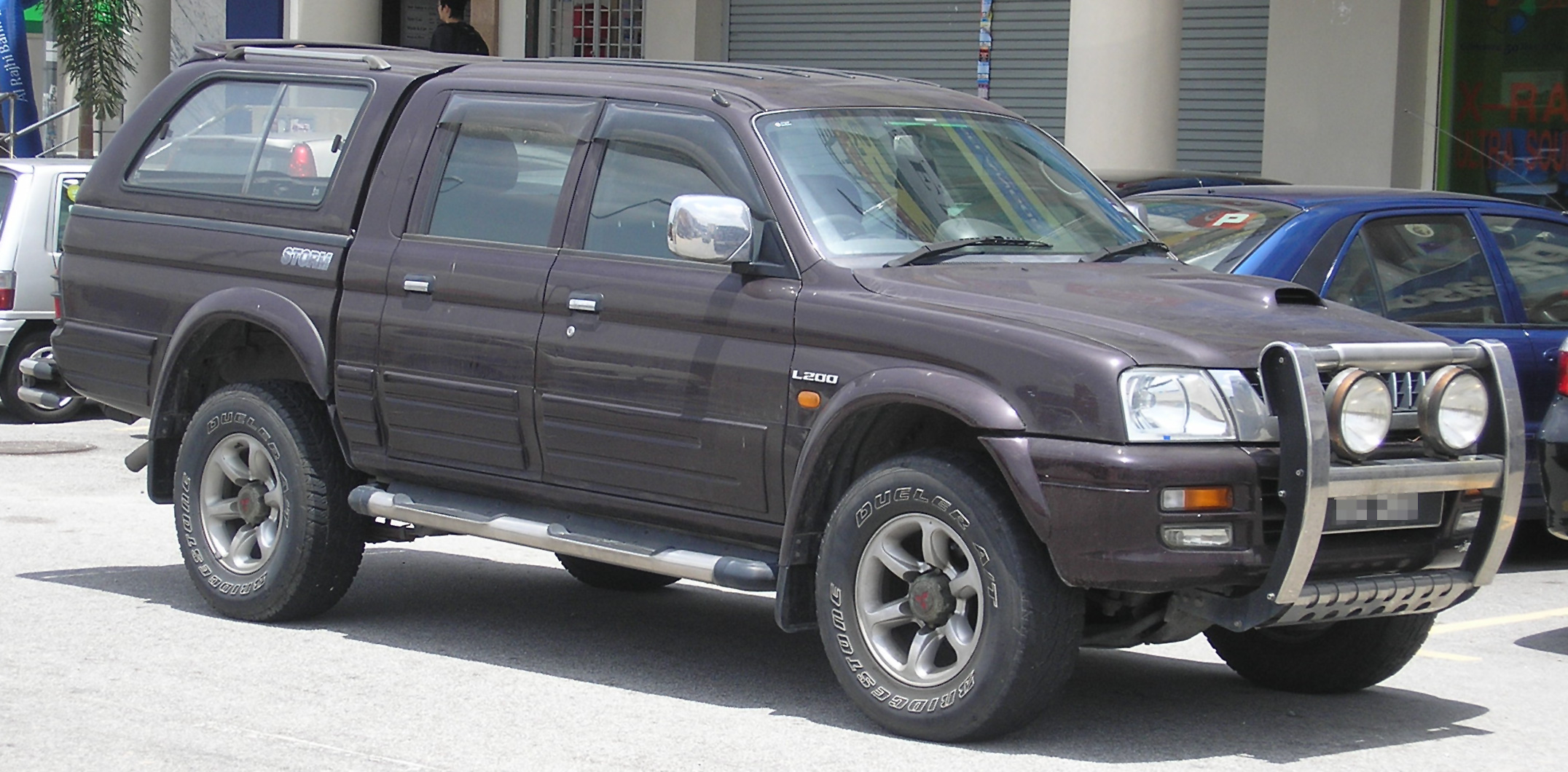
Storm, derde generatie.